# 科布林區
科布林區（羅馬化：Kobrinskiy rayon）是白俄羅斯西南部布列斯特州的一個區，行政中心为科布林，面積2,039.79平方公里，2009年人口88,037，人口密度每平方公里43.16人。